# Leutschachhütte
Die Leutschachhütte ist eine Berghütte im Besitz der Sektion Zimmerberg des Schweizer Alpen-Clubs (SAC) im Kanton Uri in der Schweiz. 
Sie liegt zwischen dem Obersee und dem Nidersee im Leitschach(tal) oberhalb von Intschi, auf einer Höhe von 2209 Metern.
Die Hütte hat eine besondere Geschichte, weil sie als Ausstellungsobjekt an der Landesausstellung von 1939 in Zürich war. Sie wurde dann 1940 im Leutschachtal errichtet und bot 19 Plätze sowie 12 zusätzliche Notlager.
Erreichbar ist die Hütte ab Intschi oder Amsteg mit der Luftseilbahn bis Arnisee, von dort in 2,5 Stunden oder ab Intschi via Hinter Arni in ca. 5 Stunden.

## Übergänge
- Sunniggrathütte (1977 m), Gehzeit etwa 2 Stunden
- Kröntenhütte (1903 m)
  - über den Ruchpass, Gehzeit 3 Stunden
  - über den Leidseepass, Gehzeit 4½ Stunden